# Championnat international d'escrime 1936
Navigation
Édition précédente Édition suivante
La quatorzième édition du Championnat international d'escrime en 1936 s'est déroulée à Sanremo en Italie. En raison des Jeux olympiques de Berlin, seule l'épreuve de fleuret féminin par équipe (qui n'est pas au programme olympique) se tient. 

## Résultats
| Épreuves                               | Or                                                               | Argent                                                                           | Bronze                                                                            |
| -------------------------------------- | ---------------------------------------------------------------- | -------------------------------------------------------------------------------- | --------------------------------------------------------------------------------- |
| Fleuret                                |                                                                  |                                                                                  |                                                                                   |
| Femmes par équipes résultats détaillés | Allemagne- Hedwig Haß - Henni Jüngst - Olga Oelkers - Leni Oslob | Hongrie- Erna Bogáti - Ilona Elek - Margit Elek - Katalin Horváth - Ilona Vargha | Autriche- Elisabeth Grasser - Ellen Preis - Frieda von Gregurich - Fritzi Wenisch |

## Tableau des médailles
| Rang  | Nation    | Or | Argent | Bronze | Total |
| ----- | --------- | -- | ------ | ------ | ----- |
| 1     | Allemagne | 1  | 0      | 0      | 1     |
| 2     | Hongrie   | 0  | 1      | 0      | 1     |
| 3     | Autriche  | 0  | 0      | 1      | 1     |
| TOTAL | TOTAL     | 1  | 1      | 1      | 3     |